# مارکوس باتلر
مارکوس لوید باتلر (متولد ۱۸ دسامبر ۱۹۹۱) یک یوتیوبر و مدل انگلیسی است که کانال آن بیش از ۴.۳ میلیون مشترک دارد. در سال ۲۰۱۵، باتلر یک کتاب شخصی را به نام Hello Life منتشر کرد. .  باتلر همچنین یک نمایش رادیویی را در کنار الفی دیز در رادیو بی‌بی‌سی ۱ انجام داده است. 